# Egidemia anceps
Egidemia anceps är en insektsart som först beskrevs av Fowler 1899.  Egidemia anceps ingår i släktet Egidemia och familjen dvärgstritar. Inga underarter finns listade i Catalogue of Life.